# Octavian Bellu
Octavian Ioan Atanase Bellu (n. 17 februarie 1951, Ploiești) este un antrenor român de gimnastică, care coordonează activitatea lotului olimpic de gimnastică feminină, pe care l-a mai antrenat în perioada 1981 - 2005.

## Biografie
Octavian Bellu s-a născut la data de 17 februarie 1951, în municipiul Ploiești. A absolvit Institutul de Educație Fizică și Sport (IEFS), promoția 1974, specializarea gimnastică. Fost practicant al atletismului, voleiului și baschetului, el și-a început cariera ca profesor de educație fizică la Valea Călugărească (1974-1978). Devine apoi antrenor de gimnastică la Clubul Sportiv "Petrolul" din Ploiești (1978-1981). 
În anul 1981, este solicitat să lucreze, la Deva, ca antrenor la lotul olimpic feminin de gimnastică, iar în 1990 devine antrenor coordonator. El a pregătit loturile olimpice, participând la 6 ediții ale Jocurilor Olimpice, 16 ediții ale Campionatelor Mondiale, 13 ediții ale Campionatelor Europene, 5 ediții de Cupă Mondială, 11 ediții ale Campionatelor Europene de Juniori. A antrenat lotul feminin de gimnastică al României până în anul 2005.
Pe perioada cât a fost antrenor federal al lotului olimpic feminin de gimnastică a obținut cu acesta 279 medalii (106 de aur, 86 de argint și 87 de bronz). Distribuția medaliilor a fost următoarea:
- 39 medalii olimpice (16 de aur, 9 de argint, 14 de bronz)
- 75 medalii mondiale (29 de aur, 23 de argint, 25 de bronz)
- 78 medalii europene (seniori) (28 de aur, 24 de argint, 16 de bronz)
- 61 medalii europene (juniori) (23 de aur, 22 de argint, 16 de bronz)
- 24 medalii la Cupa Mondială (10 de aur, 8 de argint, 6 de bronz)

Fostul antrenor al echipei naționale de gimnastică a României, Octavian Bellu, a fost declarat de World Records Academy ca "cel mai de succes antrenor din lume" cu un palmares de 16 medalii olimpice de aur și un total de 305 la Campionatele Mondiale, campionatele Europene și la Jocurile Olimpice. Bellu a condus echipa de gimnastică a României la câștigarea a 5 titluri mondiale și două titluri olimpice, precum și numeroase titluri individuale.
În perioada 2005-2006, a fost consilier de stat la Administrația Prezidențială. Din anul 2006 este președinte al Agenției Naționale pentru Sport.

## Distincții
- Titlul de Antrenor Emerit – 1987
- Ordinul "Meritul Sportiv", clasa I – 1987
- Diploma de onoare și titlul de Entraineur Honoraire oferit de Federatia Internațională de Gimnastică – 2000
- Ordinul Național "Serviciul Credincios" în grad de Ofițer – 2000
- Ordinul Național "Steaua României" în grad de comandor – 2004
- Meritul Sportiv, clasa a III-a cu două barete – 2004
- Colanul de aur al Comitetului Olimpic Român - 2005
- Ordinul „Meritul Sportiv”, clasa I - 22 iulie 2008 [3]
- A fost inclus în International Gymnastics Hall of Fame la data de 30 mai 2009[4]
- Cetățean de onoare al municipiului Ploiești - 1995[5]

## Critici
A fost criticat de gimnasta Maria Olaru pentru tratamente abuzive asupra fetelor pe care le antrena, în cartea acesteia Prețul aurului. Sinceritate incomodă, 2016 
Poveștile din cartea Mariei Olaru au fost confirmate și de alte foste sportive.